# Knoldbjerg (Vester Hassing Sogn)
 For alternative betydninger, se Knoldbjerg. (Se også artikler, som begynder med Knoldbjerg)
Knoldbjerg er et autoriseret stednavn for et højdepunkt i den nordlige del af Aslund Skov, Vester Hassing Sogn i Aalborg Kommune. Højdepunktet hæver sig 47 meter over havet og er dermed det højeste punkt i Aslund Skov.
|  | Denne artikel om lokaliteten Knoldbjerg (Vester Hassing Sogn) kan blive bedre, hvis der indsættes et (bedre) billede. Du kan hjælpe ved at afsøge Wikimedia Commons for et passende billede eller lægge et op på Wikimedia Commons med en af de tilladte licenser og indsætte det i artiklen. |

57°5′37″N 10°9′13.7″Ø / 57.09361°N 10.153806°Ø